# East Side Beat
East Side Beat est un groupe de dance italien, en activité durant les années 1990, et dont la popularité est due à son succès Ride Like the Wind (reprise de Christopher Cross) en 1991.
En 1992 il reprend avec succès Alive and Kicking de Simple Minds.
On retrouve ces deux chansons sur l'unique album du groupe, East Side Beat, sorti en 1993, qui contient d'autres reprises comme Everybody's Got to Learn Sometime des Korgis, Everybody Wants to Rule the World de Tears For Fears ou Don't You (Forget About Me) de Simple Minds.

## Discographie
Singles
- 1991 : Divin' in the Beat
- 1991 : Ride Like the Wind
- 1992 : I Didn't Know
- 1992 : Alive and Kicking
- 1993 : You're My Everything
- 1993 : My Girl
- 1994 : So Good
- 1995 : Back for Good
- 1995 : I Want to Know What Love Is

Album
- 1993 : East Side Beat